# Esquirol sol de potes vermelles
L'esquirol sol de potes vermelles (Heliosciurus rufobrachium) és una espècie de rosegador de la família dels esciúrids. Viu a Benín, Burundi, el Camerun, la República Centreafricana, la República Democràtica del Congo, Costa d'Ivori, Guinea Equatorial, Gàmbia, Ghana, Guinea, Guinea-Bissau, Kenya, Libèria, Nigèria, Ruanda, el Senegal, Sierra Leone, Tanzània, Togo i Uganda. El seu hàbitat natural són les terres baixes humides forestals subtropicals o tropicals i la sabana humida.